# Komitet Ministrów Rady Europy
Komitet Ministrów Rady Europy – jedyny organ decyzyjny Rady Europy. Skupia ministrów spraw zagranicznych państw członkowskich. Ważne decyzje podejmuje jednomyślnie, przyjęcie nowych członków zatwierdza większością 2/3 głosów, inne bezwzględną.
Komitet Ministrów działa w imieniu całej organizacji, nadzoruje jej działalność, dba o dalszy rozwój. W celu wykonywania swoich zadań może zawierać umowy międzynarodowe oraz wydawać zalecenia rządom państw członkowskich. Nominalnie członkami Komitetu są ministrowie spraw zagranicznych państw członkowskich. W tak doniosłym składzie Komitet zbiera się rzadko i rozpatruje wtedy najważniejsze sprawy. Znacznie częściej natomiast organ ten obraduje w składzie stałych zastępców ministrów – w praktyce są to stali przedstawiciele państw akredytowani przy Radzie Europy.
Komitet Ministrów zbiera się raz do roku (w maju lub listopadzie), jednakże zastępcy spotykają się co tydzień. Posiedzenia odbywają się przy drzwiach zamkniętych w siedzibie Rady Europy, chyba że sam Komitet zdecyduje inaczej.

## Przewodnictwo
Przewodnictwo w Komitecie Ministrów sprawowane jest rotacyjnie. Zmiany następują co pół roku (w maju i listopadzie) zgodnie z porządkiem alfabetycznym krajów członkowskich w języku angielskim. Aby zapewnić ciągłość prac kolejnych przewodnictw, w 1975 r. po raz pierwszy powołano Prezydium. Od roku 2001 liczy ono sześciu członków: obecnego przewodniczącego Komitetu, dwóch poprzednich przewodniczących i trzech przyszłych przewodniczących. Członkowie Prezydium spotykają się trzy razy w miesiącu, kiedy to zajmują się przeważnie sprawami organizacyjnymi, głównie przygotowaniem posiedzeń zastępców ministrów.

## Kompetencje
Komitet ma następujące kompetencje (według art. 15 Statutu Rady Europy):
- „na zlecenie Zgromadzenia Parlamentarnego lub z własnej inicjatywy rozpatruje środki właściwe do realizacji celu Rady Europy, w tym zawieranie konwencji i układów oraz przyjmowanie przez rządy wspólnej polityki odnośnie do określonych spraw”. Podjęte decyzje przedstawia rządom państw członkowskich w formie rekomendacji (akty prawnie niewiążące), bądź są też one przedmiotem umów międzynarodowych (które mają charakter wiążący w stosunku do państw, które je ratyfikują), a także deklaracji i rezolucji;
- jest odpowiedzialny za wprowadzanie w życie postanowień porozumień i konwencji oraz kontrolę ich przestrzegania;
- czuwa nad wykonywaniem przez państwa członkowskie wyroków Europejskiego Trybunału Praw Człowieka;
- zaprasza państwa kandydujące do przystąpienia do Rady, musi jednak w tej kwestii zasięgnąć opinii Zgromadzenia Parlamentarnego, która - choć niewiążąca - zazwyczaj jest przez Komitet respektowana;
- jest zobowiązany do podejmowania decyzji w sprawach wewnętrznych Rady; odpowiada za regulacje dotyczące finansów i administracji: uchwala budżet oraz swój regulamin wewnętrzny.

## Komisje
Komitet ma prawo tworzyć komisje, mające charakter doradczy lub techniczny. Komisjom tym podlega około 80 komitetów ekspertów i grup specjalistów. Istnieje także siedemnaście komitetów zarządzających, np. Bioetyki, Ochrony Danych Osobowych i siedem powoływanych ad hoc, np. Komitet Ekspertów do Spraw Prawnych Aspektów Azylu Terytorialnego, Uchodźców i Bezpaństwowców.